# Cimetière de Cowan
Le cimetière de Cowan  est un bien bâti classé situé dans le hameau de Cowan faisant partie de la commune de Houffalize en Belgique (province de Luxembourg). 

## Localisation
Le cimetière se trouve dans le hameau ardennais de Cowan, accessible par une étroite allée asphaltée d'une vingtaine de mètres située à côté de la maison située au no 3, à une dizaine de mètres de la voie de RAVeL Houffalize-Bastogne et à 75 mètres du ru de Cowan.

## Historique
Une église s’élevait sur ce site jusqu’à sa disparition la fin du XIXe siècle. Cowan constituait le vieux centre paroissial desservant Houffalize.

## Description
Le cimetière d'une superficie de 1 400 m2 est entouré par un mur en moellons de schiste d'Ardenne d'une longueur de 140 mètres. Environ vingt-cinq anciennes croix de schiste (la plupart du XVIIe siècle et du XVIIIe siècle) y sont conservées, soit in situ, soit alignées contre le mur d’enceinte. On peut aussi y voir notamment une croix en pierre calcaire de dimensions modestes, datant du XVIe siècle, avec inscriptions en lettres gothiques ainsi que le monument du curé Simon, décédé en 1825.

## Classement et protection
Le cimetière de Cowan (murailles d'enceinte et les 25 croix funéraires anciennes) et l'ensemble formé par le cimetière sont repris depuis le 2 septembre 1991 sur la liste du patrimoine immobilier classé de Houffalize. 